# John Perry Barlow

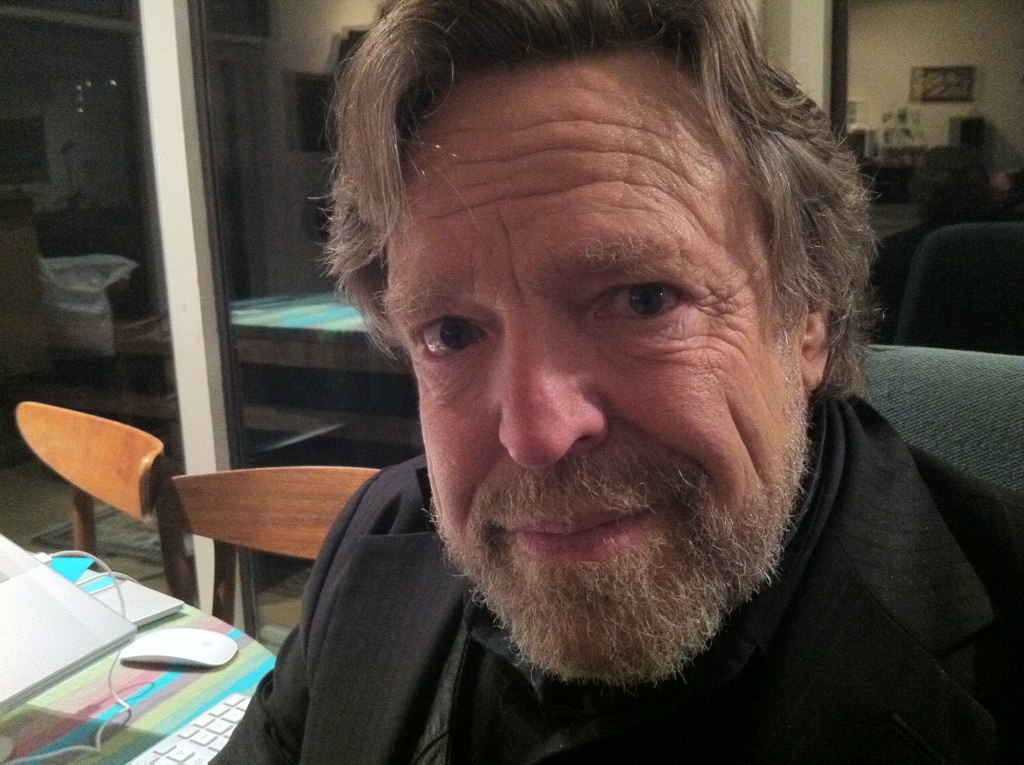
John Perry Barlow (2010)

John Perry Barlow (* 3. Oktober 1947 in Sublette County, Wyoming; † 7. Februar 2018 in San Francisco, Kalifornien) war ein US-amerikanischer Bürgerrechtler und Songtexter der Rockband Grateful Dead.
Er verfasste am 8. Februar 1996 am Rande des Weltwirtschaftsforums in Davos die Unabhängigkeitserklärung des Cyberspace. Die von ihm mit begründete Electronic Frontier Foundation erkämpfte unter anderem, dass E-Mails in den USA denselben Schutz der Privatsphäre genossen wie Telefongespräche oder dass Software-Quellcode unter das Recht der freien Meinungsäußerung falle.

## Leben
Barlow wurde als Kind von Norma Barlow und Miriam Barlow (geb. Jenkins) geboren. Barlows Vater war republikanischer Abgeordneter des Parlaments von Wyoming. Barlow wurde im Glauben der Mormonen erzogen. Seine Grundschulzeit verbrachte er in einer Dorfschule, in der alle Schüler gleichzeitig in einem Raum unterrichtet wurden. Barlow wuchs auf der Ranch seiner Familie in Wyoming auf. Das fast 90 km2 große Anwesen war 1907 von einem Großonkel Barlows gegründet worden, die Familie züchtete dort Rinder. Der nächste Nachbar wohnte dort etwa sechs Kilometer entfernt.
Später schickten ihn seine Eltern auf die Fountain Valley High School in Colorado, an der er den späteren Grateful-Dead-Musiker Bob Weir kennenlernte. Danach studierte er an der Wesleyan University in Connecticut. Das Studium schloss er 1969 mit einem Abschluss in Vergleichender Religionswissenschaft ab. In seiner Studienzeit nahm Barlow auch an LSD-Trips mit Timothy Leary teil. Barlow hatte die Möglichkeit an der Harvard Law School zu studieren, entschied sich stattdessen aber für eine Reise nach Indien und andere Orte, um einen Roman zu schreiben – den er nie veröffentlichte.
Ab 1971 bis zur Auflösung der Band 1995 nach Jerry Garcias Tod schrieb Barlow Songs, davon etwa 30 für die Grateful Dead, unter anderem Stücke wie “Estimated Prophet”, “Cassidy”, “The Music Never Stopped”, “Mexicali Blues” und “Hell in a Bucket”. Dabei arbeitete er meist mit Bob Weir zusammen.
Nach dem Tod seines Vaters 1972 kehrte Barlow auf die Ranch zurück, um das verschuldete Anwesen weiter zu führen. Dort lebte er bis zum Anfang der 1990er. In Wyoming war er für die Republikanische Partei aktiv und koordinierte unter anderem den Kongress-Wahlkampf von Dick Cheney, von dessen politischen Ansichten sich Barlow später dann distanzierte.
1990 gründete er mit Mitchell Kapor und John Gilmore die Electronic Frontier Foundation und war bis zu seinem Tod Vorstandsmitglied.
Barlow setzte sich für ein freies Internet, Bürgerrechte und Redefreiheit ein, und vertrat diese Standpunkte auf Vorlesungen, Vorträgen und Diskussionen unter anderem bei TWiT Live, TEDxHamburg, Internet Society (NY Chapter, New York), the USC Center on Public Diplomacy.
Er war Gründer und hatte einen Sitz im Vorstand der Freedom of the Press Foundation.
Barlow starb 2018 in San Francisco. Der Grund seines Todes ist nicht bekannt; er litt seit 2015 an Herzproblemen.
Barlow war verheiratet und ließ sich 1977 scheiden. Seine zweite Verlobte starb 1994 überraschend. Barlow hatte drei Töchter und zum Zeitpunkt seines Todes eine Enkeltochter.

## Werk
Barlow verglich oft das Internet mit den weiten Gegenden seiner Kindheit. Er lobte den Freiraum und den Platz, der einem die Gelegenheit gäbe, sich selbst zu definieren. Seine Ansicht, dass das Internet ein freier Raum sei, an dem jeder sich kreativ betätigen könne und solle, wurde unter anderem durch seine Zeit bei Grateful Dead geprägt, die schon immer Fans dazu aufforderten ihre Konzerte mitzuschneiden und in Umlauf zu bringen.
Seine erste intensive Beschäftigung mit dem Computer erfolgte 1985, als er einen Rechner benutzte, um seine Ranch zu managen. 1986 wurde er Direktor der WELL (Whole Earth ’Lectronic Link), einem frühen Onlineforum, indem sich Mitglieder aus Musik, Verlagen und Technik trafen.
Kapor beschrieb Barlow 1995 als „ungekrönten Poet Laureate“ des Cyberspace. Die Geschäftsführerin der Electronic Frontier Foundation schrieb in ihrem Nachruf, dass es Barlows Verdienst gewesen sei, dass das Internet „eine Welt geworden sei, wo jeder überall seine Überzeugungen ausdrücken könne, egal wie einzigartig diese seien, ohne Furcht davor zu haben, in Schweigen oder Konformität gezwungen zu werden.“
Er wurde oft als Anhänger eines naiven Techno-Libertarismus bezeichnet, der davon überzeugt wäre, dass sich durch das Internet allein die Welt verbessere. Laut engen Wegbegleitern wie der Electronic Frontier Foundation jedoch sah er auch die möglichen Schattenseiten des Netzes, glaubte jedoch, die Entwicklung am besten in die richtige Richtung lenken zu können, indem er diese als fast zwangsläufige Utopie beschreibe.

## Schriften
- Notable Speeches of the Information Age, O’Reilly Media 1994 ISBN 978-1565929920.
- Wein ohne Flaschen. Globale Computernetze, Ideen-Ökonomie und Urheberrecht. In: Lettre International. Nummer 26, Herbst 1994, S. 57–63.

## Prinzipien erwachsenen Verhaltens
Am 15. August 2013 nahm Barlow an einem AMA („Ask Me Anything“) auf Reddit teil, wobei er auf seine Principles of Adult Behavior („Prinzipien erwachsenen Verhaltens“) hinwies, die er 1977 am Vorabend seines dreißigsten Geburtstags aufschrieb. Sie zirkulierten seither im Internet:
1. Sei geduldig. Immer.
2. Mache niemanden schlecht. Weise Verantwortung zu, nicht Schuld. Sage nichts über jemanden anderes, das du ihm nicht ins Gesicht sagen würdest.
3. Gehe nie davon aus, dass die Beweggründe anderer ihnen weniger edel erscheinen als deine dir.
4. Erweitere deinen Sinn für das Mögliche.
5. Belaste dich nicht mit Angelegenheiten, die du tatsächlich nicht ändern kannst.
6. Erwarte von anderen nicht mehr, als du selbst leisten kannst.
7. Ertrage Unklarheit.
8. Lache oft über dich selbst.
9. Kümmere dich darum, was richtig ist, nicht darum, wer recht hat.
10. Vergiss nie, dass du dich irren könntest – auch wenn du dir sicher bist.
11. Hör auf mit blutigem Kampfsport oder Tierkämpfen.
12. Denk daran, dass dein Leben auch anderen gehört. Riskiere es nicht leichtsinnig.
13. Lüge niemanden an – aus welchem Grund auch immer. (Lügen durch Weglassen sind manchmal ausgenommen.)
14. Erkenne und respektiere die Bedürfnisse der Menschen um dich herum.
15. Vermeide die Suche nach dem Glück. Versuche dein Ziel zu definieren und verfolge es.
16. Reduziere deinen Gebrauch des ersten Personalpronomens.
17. Lobe mindestens so oft, wie du tadelst.
18. Gestehe deine Fehler offen und frühzeitig ein.
19. Werde der Freude gegenüber weniger misstrauisch.
20. Verstehe Demut.
21. Denke daran, dass Liebe alles vergibt.
22. Fördere die Würde.
23. Lebe unvergesslich.
24. Liebe dich selbst.
25. Halte durch.